# 베르니나 디아볼레차역
베르니나 디아볼레차역(Bernina Diavolezza)은 스위스 그라우뷘덴주의 폰트레시나 시정촌에 있는 기차역이다. 이 역은 디아볼레차 산기슭 뿐만 아니라 디아볼레차와 라갈프 스키 지역 근처에 있는 래티셰 철도의 베르니나선에 위치하고 있다.
역에는 단일 플랫폼과 역 건물이 있는 단일 관통 트랙이 있다. 디아볼레차 정상으로 가는 케이블카를 탈 수 있는 계곡 역은 역 건너편에 있다. 여름에는 하이킹을 위한 등산로 입구가 인근에 있다.
역은 1956년에 인접 케이블카와 동시에 개통되었으며, 원래는 지나가는 역이기도 했다. 그러나 그 역이 문을 열자 베르니나 라갈프에게 그 역할을 양도했다.

## 운행편
다음 서비스는 베르니나 디아볼레차에서 정차한다.
- 베르니나 익스프레스 : 쿠어 또는 생모리츠와 티라노 사이를 하루에 여러 번 왕복한다.
- 레기오 : 생모리츠와 티라노 사이를 2시간마다 운행